# بیست‌وچهار چهار ضلعی وجهی

بیست‌وچهار چهار ضلعی وجهی

در هندسه، بیست‌وچهار چهار ضلعی وجهی (به انگلیسی:deltoidal icositetrahedron) جسمی کاتالان است. چندوجهی مزدوج لوزمکعب‌هشت‌وجهی است. دارای ۲۴ وجه و ۲۶  رأس و ۴۸ ضلع است.

## در طبیعت
بیست‌وچهار چهار ضلعی وجهی یک عادت کریستالی است که غالباً توسط ماده معدنی و گاهی گارنت ایجاد می‌شود. این شکل را اغلب در بافت‌های معدنی ذوزنقه می‌نامند، اگرچه در هندسه سه بعدی این نام معنی دیگری دارد.